# سیارک ۷۸۶۶
سیارک ۷۸۶۶ (به انگلیسی: 7866 Sicoli، نامگذاری:1982TK) هفت هزار و هشتصد و شصت و ششمین سیارک کشف شده‌است که در ۱۳ اکتبر ۱۹۸۲ کشف شد.
قدر مطلق سیارک برابر ۱۳٫۴۰ است.